# سادکیژ (شهرستان پووتوسک)
سادکیژ (به لهستانی:  Sadykierz) یک روستا در لهستان است که در گمینا اوبرته واقع شده‌است.